# یوری کوسیاک
یوری کوسیاک (انگلیسی: Yuriy Kosiuk؛ زادهٔ ۱۹۶۸) کارآفرین و سرمایه‌دار اهل اوکراین است.